# سنجاب‌ماهیان
سنجاب‌ماهیان (Holocentridae) یکی از خانواده‌های ماهیان است.

## ویژگی‌ها
-بدن این ماهیان تا حدی طویل، از دو پهلو فشرده و ساقه دمی آن‌ها باریک است.
-مجاری ترشح ماده لزج مخاطی بر روی سر رشد کرده‌است.
-لبه‌های استخوان‌های غشایی سر دندانه‌دار یا واجد خار هستند.
-دهان انتهایی است، یا اینکه آرواره پایین جلو آمده‌است. پهنای دهان کمی تا حدی مورب است، دندان‌های کوچک پرز مانند به صورت دستجاتی در آرواره‌ها و سقف دهان مشاهده می‌شود، تعداد شعاع‌های غشای پایه آبششی ۸ عدد است.
-باله پشتی ۱۱ یا ۱۲ خار قوی و ۱۲ تا ۱۷ شعاع نرم دارد که عمیقاً بین بخش خاردار و نرم بریدگی مشاهده می‌شود، قاعده بخش خار دار ۲ تا ۳٫۵ برابر طویل تر از بخش نرم است.
-باله مخرجی ۴ خار دارد، خار سوم از همه قویتر و غالباً از همه طویل تر است.
-باله لگنی یک خار و ۷شعاع نرم دارد.
-باله دمی دو شاخه است و ۱۷ شعاع شاخه شاخه دارد، خط جانبی کامل است.
-فلس‌ها شانه‌ای و زبر هستند.
رنگ:معمولاً قرمز یا صورتی، ساده یا راه راه، گاهی اوقات با علایم سیاه در اطراف منفذ آبششی یا روی باله‌هاست.
-بیشتر سنجاب‌ماهیان (هولوسنترینه) و سربازماهیان (میری‌پریستینه) در آب‌های نسبتاً کم عمق بر روی آب سنگ‌های مرجانی یا بسترهای صخره‌ای زندگی می‌کنند، اما چند گونه در آب‌های به عمق ۲۰۰ متر یا بیشتر به سر می‌برند.
-اعتقاد بر این است که سنجاب‌ماهیان از اجداد سنجاب‌ماهی‌وار خود که در اعماق به سر می‌بردند، انشقاق یافته‌اند. چشم‌های بزرگ آن‌ها برای عادات فعالیت شبانه مناسب است.
-اعضای این خانواده به خاطر قدرت تولید صوت نیز معروف هستند.
-سنجاب ماهیان عمدتاً از سخت پوستانی که بر روی بستر یا نزدیک به آن به سر می‌برند، تغذیه می‌کنند، در حالی که سرباز ماهیان جنس میری پریستیس انواع بزرگ تری از زئوپلانکتون‌ها را مصرف می‌کنند.
-خاری که بر روی استخوان پیش سر پوش آبششی وجود دارد، حداقل در مورد بعضی از گونه‌های جنس سارگو سنترونسمی است، اگر چه جراحات حاصل از این خارها ممکن است بسیار دردناک باشد، اما به شدت جراحات حاصل از خارهای پشتی بیشتر عقرب ماهیان نمی‌رسد.
-بسیاری از سنجاب‌ماهیان آن‌قدر کوچک هستند که نمی‌توانند از ارزش تجاری برخوردار باشند. بزرگ‌ترین گونه‌ها غالباً در بازارهای محلی یافت می‌شوند، اما از وفور نادری برخوردارند.
گونه موجوددر ایران: Sargocentron rubrum